# Paragehyra
Paragehyra är ett släkte av ödlor som ingår i familjen geckoödlor.
Arter enligt Catalogue of Life:
- Paragehyra gabriellae
- Paragehyra petiti

2014 beskrevs ytterligare två arter.
- Paragehyra austini
- Paragehyra felicitae